# Peter Siebold
Peter Siebold (ur. 1971) – jeden z oblatywaczy oraz projektantów SpaceShipOne. Dnia 8 kwietnia 2004 roku pilotował SpaceShipOne podczas drugiej próby z włączonym silnikiem rakietowym. Pojazd osiągnął prędkość 1,6 macha oraz wysokość 32 km.
Siebold kształcił się w dziedzinie inżynierii kosmicznej na Politechnice Kalifornijskiej (ang. California Polytechnic University). W roku 1996 podjął pracę w korporacji Scaled Composites.
Siebold wniósł duży wkład do projektu samolotu kosmicznego SpaceShipOne jako konstruktor symulatora. Jego prace stały się również podstawą dla systemu nawigacji oraz telemetrii tego pojazdu. Jednocześnie kwalifikacje pilota pozwoliły mu ma przeprowadzenie lotu testowego. Siebold przyczynił się w ten sposób do zwiększenia szans Scaled Composites na zdobycie Nagrody X Prize.
31 października 2014 Siebold i Michael Alsbury ulegli wypadkowi pilotując SpaceShipTwo VSS Enterprise, w wyniku czego śmierć poniósł Alsbury oraz ciężko ranny został Siebold, któremu udało się wylądować na spadochronie.